# Монетный двор Гамбурга
Монетный двор Гамбурга (нем. Hamburgische Münze) — старейший монетный двор в Германии. Знак монетного двора — «J».
На 2014 год предприятие находится в непосредственном подчинении финансовой службы Гамбурга — города и одной из шестнадцати федеральных земель. На нём чеканится около 21 % всех обиходных монет, которые выпускает Германия, а также памятные монеты евро Германии. Также монетный двор производит ряд монет и для других государств.

## История

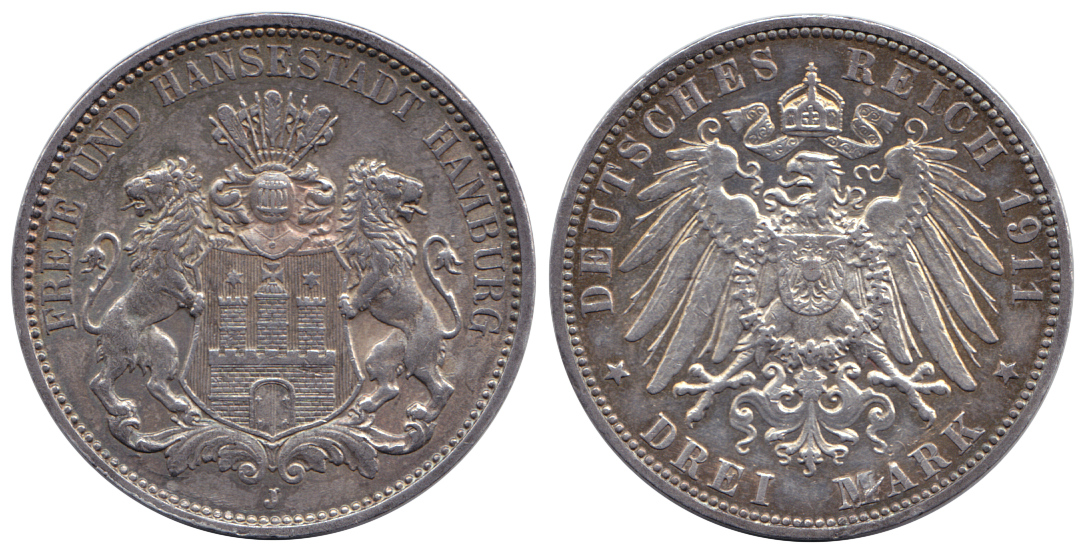
3 марки отчеканенные на Монетном дворе Гамбурга в 1911 году. На аверсе герб города и литера «J». Серебро 900 пробы

Первые монеты в Гамбурге стали чеканить уже в 834 году. От Фридриха Барбароссы в 1189 году монетный двор получил благодарность за выпуск монет надлежащего качества, то есть содержащих соответствующее номиналу количество серебра, что в Средние века было нечастым явлением. В 1389 году Гамбург приобрёл право чеканить собственные, а не общеимперские, монеты.
Во второй половине XIV столетия Гамбург вступил в Вендский монетный союз и стал чеканить монеты установленного союзом образца. В 1435 году император Священной Римской империи Сигизмунд даровал право чеканить на монетном дворе Гамбурга золотые гульдены. Его преемник Фридрих III подтвердил данное право и для выпуска золотых дукатов в 1475 году.
В 1553 году на монетном дворе Гамбурга стали выпускать талеры и португалезы.
В 1842 году монетный двор сгорел и выпуск монет на нём был прекращён до 1846 года.
После объединения всех немецких государств в единую Германскую империю в 1871 году центральным правительством в 1873 году было принято решение создать новый монетный двор в Гамбурге. Первые монеты на нём были отчеканены в 1875 году. Тогда, для различия выпущенных в Гамбурге монет, монетному двору и был присвоен знак «J», который он использует до сих пор.
В 1943 году во время Второй мировой войны монетный двор был практически полностью уничтожен вследствие воздушной бомбардировки. Работы по его восстановлению начались в 1945 году и продолжались вплоть до 1948 года.
С 1998 года на монетном дворе Гамбурга чеканят монеты евро.